# Hämndens ögon
Hämndens ögon (originaltitel: The Silent Partner) är en kanadensisk kriminalthriller med Elliott Gould och Christopher Plummer i huvudrollerna. Filmen regisserades av Daryl Duke.

## Handling
Banktjänstemannen Miles Cullen (Elliott Gould) upptäcker att en man utklädd till jultomten håller på att förbereda ett rån mot banken han jobbar på. Han tar tillfället i akt och ser till att med rånet som täckmantel svindla en större summa pengar från banken. Men bankrånaren (Christopher Plummer) gillar inte att bli lurad.

## Om filmen
- I en mindre biroll syns en ung John Candy.
- Filmen är en remake av Tänk på ett tal, en dansk film från 1969. Båda filmerna bygger på romanen Tänk på ett tal av danska författaren Anders Bodelsen.

## Skådespelare
- Elliott Gould
- Christopher Plummer
- Susannah York
- Céline Lomez
- Michael Kirby
- John Candy
- Gail Dahms